# Raja Gosnell
Raja Raymond Gosnell (Los Angeles, 9 december 1958) is een Amerikaans filmregisseur.
De eerste film die hij geregisseerd heeft was Home Alone 3. Hij is voor het eerst in contact gekomen met de Home Alone reeks toen hij de montage deed voor Home Alone 2: Lost in New York.
Gosnell regisseerde ook Beverly Hills Chihuahua (voorheen South of the Border).

## Montage
- The Silence (1982)
- Vengeance of a Soldier (1984)
- The Lonely Guy (1984)
- Weekend Warriors (1986)
- Monster in the Closet (1987)
- Teen Wolf Too (1987)
- Jailbird Rock (1987)
- D.O.A. (1988)
- Heartbreak Hotel (1988)
- Home Alone (1990)
- Pretty Woman (1990)
- Only the Lonely (1991)
- Home Alone 2: Lost in New York (1992)
- Mrs. Doubtfire (1993)
- Rookie of the Year (1993)
- Miracle on 34th Street (1994)
- Nine Months (1995)

## Regie
- Home Alone 3 (1997)
- Never Been Kissed (1999)
- Big Momma's House (2000)
- Scooby-Doo (2002)
- Scooby-Doo 2: Monsters Unleashed (2004)
- Yours, Mine and Ours (2005)
- Beverly Hills Chihuahua (2008)
- Twist (2008)
- The Smurfs (2011)
- The Smurfs 2 (2013)